# Tachograaf (scheepvaart)
In de scheepvaart is een tachograaf (uit het Oudgrieks: τάχος, tákhos = snelheid en γράφειν, gráphein = schrijven) een instrument dat gebruikt wordt voor de controle van de vaartijden.
In de binnenvaart wordt de tachograaf gebruikt om de naleving van de rust- en vaartijden op grond van de Wet vaartijden en bemanningssterkte te controleren. Om vast te kunnen stellen of het schip al dan niet in de vaart is, moet op een geschikte plaats het draaien van de schroef worden opgenomen. Wanneer de voortstuwing op een andere wijze dan met schroeven geschiedt, moet de voortbeweging van het schip op een gelijkwaardige manier worden opgenomen. Wanneer twee of meer schroefassen aanwezig zijn, moet zijn verzekerd dat ook bij het draaien van slechts één schroefas registratie plaatsvindt. Door de aanwezigheid van een tachograaf moet bij een geankerd schip op stroom de schroefas worden vastgezet om het draaien ervan te voorkomen.
Het instrument is elektronisch of mechanisch verbonden met de aandrijving.